# Audubon (La Nouvelle-Orléans)
Pour les articles homonymes, voir Audubon.
Audubon est un quartier de La Nouvelle-Orléans en Louisiane. La cité résidentielle doit son nom au parc Audubon qui couvre une partie de son territoire et au célèbre ornithologue et peintre d'origine française Jean-Jacques Audubon.
Audubon est un faubourg intégré à La Nouvelle-Orléans. La ville est surnommée le « district des universités » en raison de la présence sur son territoire de l'université Tulane et de l'université de Loyola. 
Audubon s'étend le long du fleuve Mississippi et longe les cités voisines de Fontainebleau et de Freret. Sa superficie est de 6 km2.
Au recensement de la population de 2010, la commune d'Audubon comptait 7 319 habitants.